# Delitto imperfetto
Delitto imperfetto (Susan's Plan) è un film del 1998 diretto da John Landis.
La pellicola è uscita nelle sale cinematografiche italiane il 27 agosto 1999.

## Trama
Susan Holland è intenzionata ad eliminare il marito per intascare i soldi dell'assicurazione. Così assolda dei complici: l'amante Sam Meyers ed i suoi due amici balordi che invece di ucciderlo, lo mandano all'ospedale. Per completare l'opera assumono un altro sicario, Bob.